# Movimento per un mondo migliore
Il Movimento per un mondo migliore è un  movimento ecclesiale della Chiesa cattolica.

## Storia
Nacque ad opera del padre Riccardo Lombardi (1908-1979), allora giovane gesuita piemontese. Da allora il movimento sviluppa l'intuizione della fraternità, come parola significativa da affiancare a uguaglianza e a libertà.
La data di nascita ufficiale è il 10 febbraio 1952, data del Proclama per un Mondo Migliore di Pio XII.
Nell'ottobre 2003 il  gruppo promotore, diretto attualmente dal sacerdote colombiano don Fidel Suarez Puerto, ha organizzato, seppur con un anno di ritardo, un convegno internazionale per celebrare il 50° di fondazione del Movimento.
A tutt'oggi è presente in dodici paesi dell'Europa, dieci dell'America Latina, dieci dell'Africa, quattro dell'America del Nord, quattro dell'Asia e tre dell'Oceania.

## Attività
Svolge un servizio ecclesiale di animazione comunitaria delle diocesi, principalmente aiutandole a formulare un proprio piano pastorale.
Le linee tipiche dei piani pastorali nati dalla collaborazione con il movimento si articolano in tre tappe:
- fraternità
- comunione
- missione

Ogni tappa è preparata da un intenso lavoro di progettazione e pianificazione, e al termine viene fatto un serio lavoro di verifica sul raggiungimento degli obiettivi formulati. Non si passa alla tappa seguente se non si è raggiunta in maniera significativa la precedente.